# Нукунону (острво)
Нукунону је насељено острвце у саставу атола Нукунону у оквиру острвске територије Токелау у јужном делу Тихог океана. Налази се у југозападном делу атола, између острваца Мотухага и Те Таухуну. Прекривено је тропским растињем. У јужном делу острва је истоимено село, које је мостом повезано са суседним острвом Мотухага. На југозападној обали налази се пристаниште за бродове.